# Michele Coppino

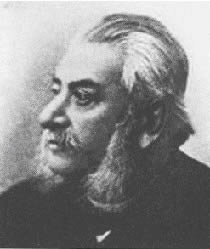

Michele Coppino, född 1 april 1822 i Alba i Piemonte, död där 25 april 1901, var  en italiensk språkvetare och politiker. 
Coppino verkade i Turin som lärare i italienska språket och litteraturen samt blev 1861 professor vid därvarande universitet. Han var upprepade gånger undervisningsminister: tiden april till oktober  1867 i Urbano Rattazzis sista ministär, mars 1876 till mars 1878 under Agostino Depretis, december 1878 till juli 1879 under Benedetto Cairoli och april 1884 till juli 1887 åter under Depretis och därefter under Francesco Crispi intill februari 1888. 
År 1876 lyckades Coppino, vilken som deputerad ständigt tillhörde vänstern, genomföra en lag om obligatorisk folkskoleundervisning. År 1880 och 1884 var han deputeradekammarens president. Bland hans skrifter märks hans dikter om Petrarca (1844), Parole al popolo italiano (1848) och en mängd bidrag till tidskriften "Rivista contemporanea".